# Svenska mästerskapen i längdskidåkning 1966
Svenska mästerskapen i längdskidåkning 1966 arrangerades i Arvika.

## Medaljörer, resultat !970

### Herrar
| Gren              | Guld                                                       | Guld                                                       | Silver           | Silver      | Brons           | Brons            |
| 15 km             | Ragnar Persson                                             | Föllinge IK                                                | Jan Halvarsson   | Föllinge IK | Bengt Karlsson  | Valdemarsviks IF |
| 30 km             | Bjarne Andersson                                           | IFK Mora                                                   | Janne Stefansson | Sälens IF   | Kjell Lidh      | Sunnemo IF       |
| 50 km             | Assar Rönnlund                                             | IFK Umeå                                                   | Janne Stefansson | Sälens IF   | Melcher Risberg | Hammerdals IF    |
| Stafett 3 x 10 km | IFK Mora (Lennart Olsson, Bjarne Andersson, Karl-Åke Asph) | IFK Mora (Lennart Olsson, Bjarne Andersson, Karl-Åke Asph) |                  |             |                 |                  |
| Lagtävling 15 km  | IFK Mora                                                   | IFK Mora                                                   |                  |             |                 |                  |
| Lagtävling 30 km  | IFK Mora                                                   | IFK Mora                                                   |                  |             |                 |                  |
| Lagtävling 50 km  | IFK Umeå                                                   | IFK Umeå                                                   |                  |             |                 |                  |

### Damer
| Gren             | Guld                                                  | Guld                                                  | Silver            | Silver        | Brons            | Brons      |
| 5 km             | Barbro Martinsson                                     | Skellefteå SK                                         | Toini Gustafsson  | IFK Likenäs   | Britt Strandberg | Edsbyns IF |
| 10 km            | Toini Gustafsson                                      | IFK Likenäs                                           | Barbro Martinsson | Skellefteå SK | Ann-Mari Hansson | IFK Mora   |
| Stafett 3 x 5 km | Edsbyns IF (Viola Ylipää, Gun Ädel, Britt Strandberg) | Edsbyns IF (Viola Ylipää, Gun Ädel, Britt Strandberg) |                   |               |                  |            |
| Lagtävling 5 km  | Edsbyns IF                                            | Edsbyns IF                                            |                   |               |                  |            |
| Lagtävling 10 km | IFK Mora                                              | IFK Mora                                              |                   |               |                  |            |

### Webbkällor
- Svenska Skidförbundet